# Engelspfeiler im Straßburger Münster

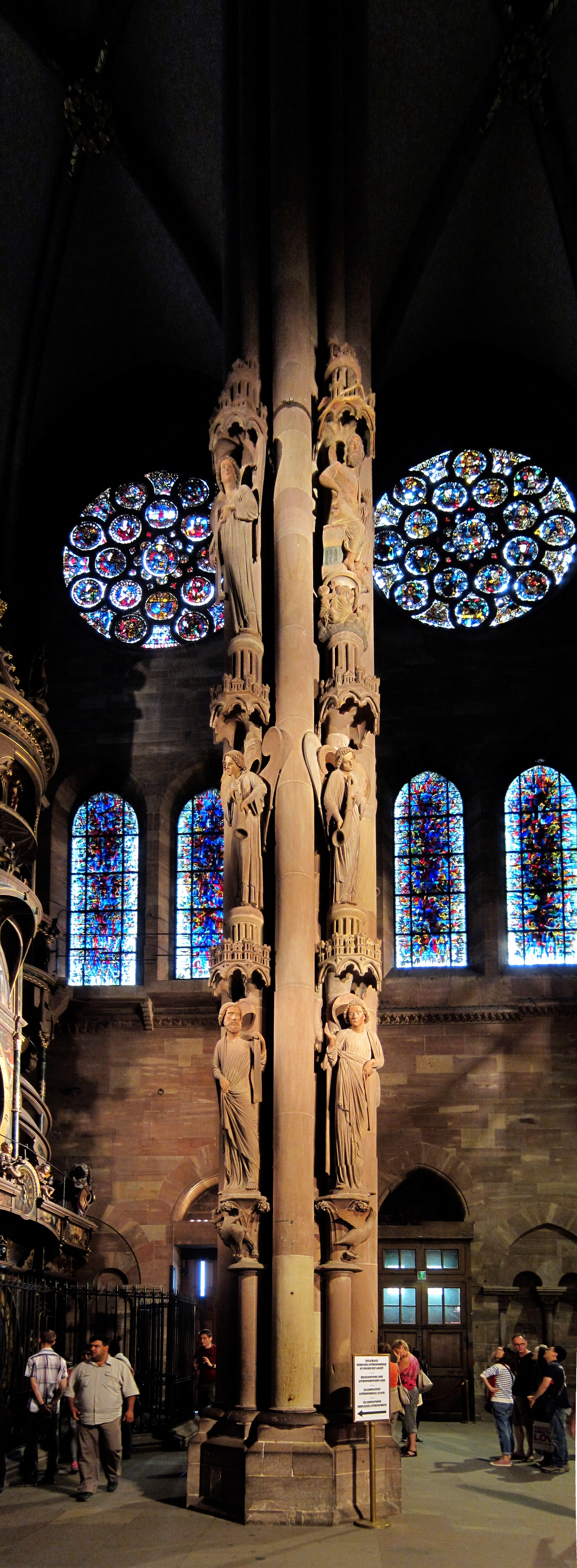
Der Engelspfeiler

Der Gerichtspfeiler, oder auch Engelspfeiler, befindet sich im Südquerhaus des Straßburger Münsters und ist mit einem das Weltgericht darstellenden Skulpturenprogramm ausgestattet. Seine Entstehung ist mit dem 13. Jahrhundert datiert, etwa zwischen 1225 und 1240. Der Meister dieser Plastik ist anonym, es ist aber bekannt, dass von ihm weitere Skulpturen des Münsters stammen, wie zum Beispiel die Darstellung von Marientod und Marienkrönung in den Tympana des Südquerhausportals und Ecclesia und Synagoge seitlich des Portals. Er wird auch Ekklesiameister genannt.

## Baugeschichte
Der Engelspfeiler (zwischen 1225 und 1240) befindet sich im Südquerhaus des Straßburger Münsters und fungiert als Mittelpfeiler in diesem Querhausteil. Die Konstruktion eines Mittelpfeilers gilt als absolute Neuheit der gotischen Baukunst. Der Pfeiler nimmt die Gurtbögen und Rippen des Gewölbes auf. Um den Kern des Pfeilers laufen 4 starke und 4 schwache Dienste. Die Gurtbögen laufen in die starken Dienste, wobei die Rippen in den schwachen Diensten weiterlaufen.
Die Skulpturen, die um den Pfeiler angeordnet sind, scheinen die Stützfunktion der Dienste zu übernehmen. Darüber hinaus bilden sie eine geschlossene Ikonographie. Die Skulpturen sind aus den Dienststücken am Rücken aus einem Stein ausgearbeitet.
Eine ähnliche Konstruktion findet sich im Nordquerhaus wieder, allerdings ist der Mittelpfeiler hier ein sehr schmuckloser, runder Pfeiler ohne Skulpturen.
Der besondere Standort für den skulpturalen Engelspfeiler ist auf einen Umbau der Kathedrale im 11. / 12. Jahrhundert zurückzuführen. Der ursprüngliche, frühromanische Grundriss des 11. Jahrhunderts und die Westfassade sollten unverändert bleiben und mit neuen gotischen Elementen ergänzt werden.

## Beschreibung

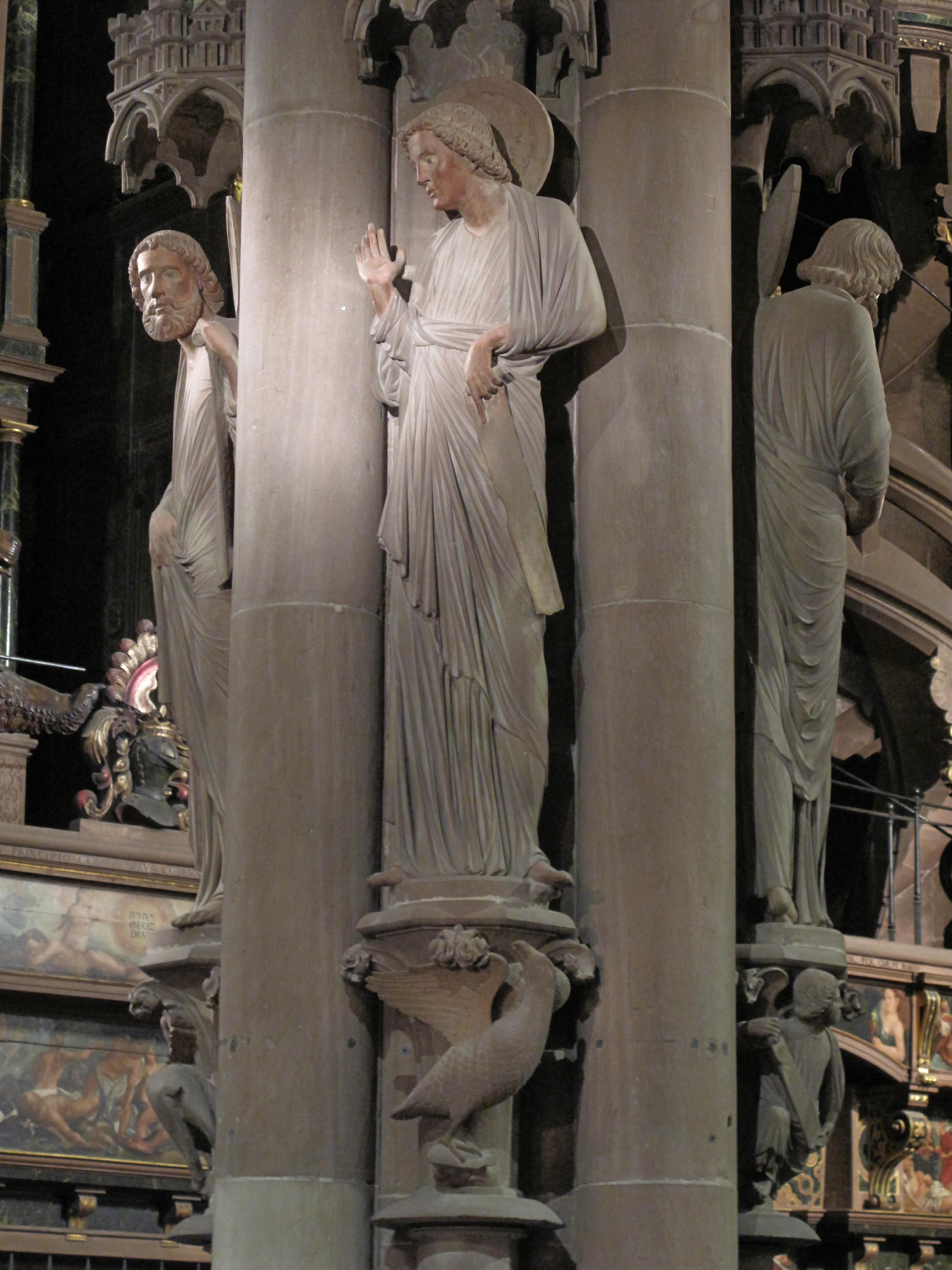
Der Evangelist Johannes

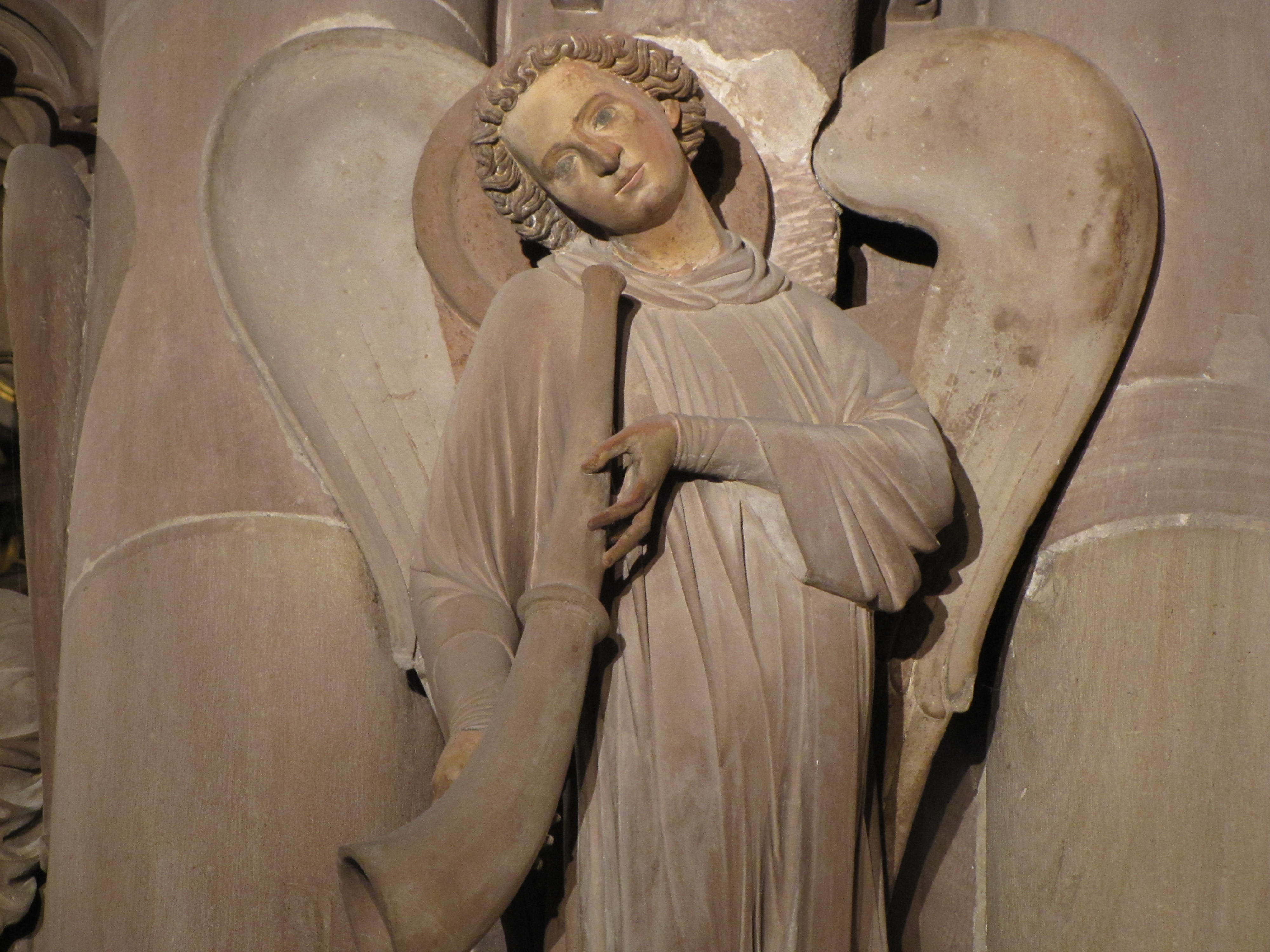
Posaunenengel

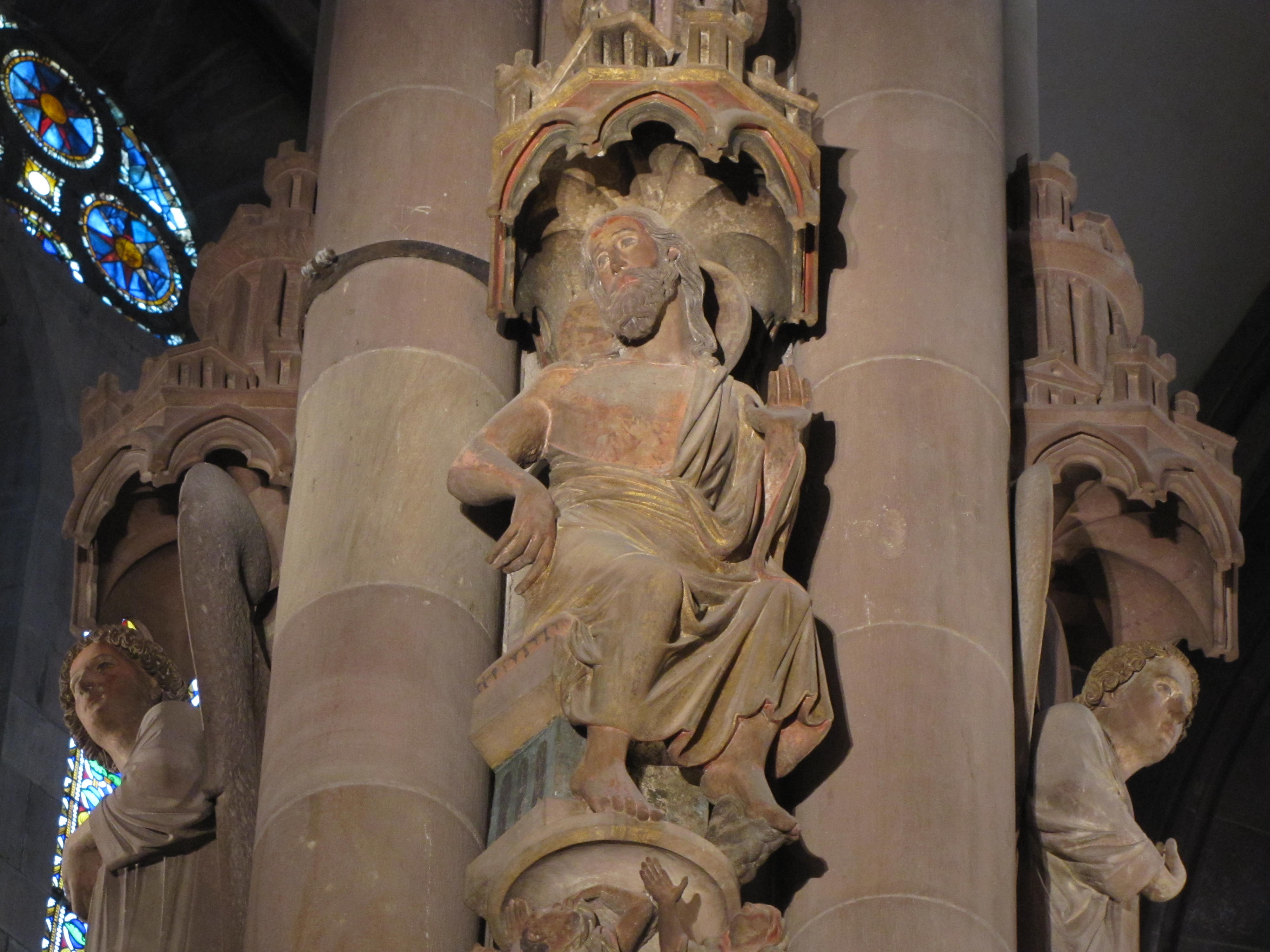
Christus als Weltenrichter

### Maße
Der Bündelpfeiler hat eine Höhe von 18,80 m. Er steht auf einem achteckigen Sockel, der einen Durchmesser von einem Meter misst. Die Figuren sind in drei gestapelte Zonen gegliedert. In der untersten Zone befinden sich die vier Evangelisten, die mittlere Zone stellt die Posaunenengel dar, und in der obersten Zone befinden sich drei Engelsskulpturen und eine Christusskulptur. Insgesamt befinden sich um den Pfeiler angeordnet zwölf Figuren, die jeweils auf einem eigenen kleinen Postament stehen und mit einem Baldachin oder Architekturdarstellungen bekrönt sind. Ein Knospenkapitell schließt den Pfeiler zum Gewölbe ab. Alle Figuren scheinen gleich groß, allerdings wurde hier die Untersicht des Betrachters berücksichtigt, da bei genauerem Hinsehen jede Figur eine unterschiedliche Größe hat.

### Untere Zone
In der unteren Skulpturenzone des Pfeilers erkennt man die vier Evangelisten, Lukas, Matthäus, Markus und Johannes mit Spruchbändern. Jede Skulptur steht auf einer Konsole, die jeweils die Evangelistensymbole zeigen, der Mensch steht für Matthäus, der Löwe für Markus, der Stier für Lukas und der Adler für Johannes. Die Evangelisten Matthäus und Lukas und Markus und Johannes wenden sich zueinander. Sie haben alle unterschiedliche Handhaltungen. Während Matthäus, Lukas und Markus als bärtige Männer dargestellt sind, wird Johannes als Jüngling gezeigt. Alle vier sind mit einem Nimbus bekrönt. Die Hände, Füße und Gesichter der Evangelisten waren in Fleischfarbe bemalt, Gewänder und Attribute wurden nicht koloriert.

### Mittlere Zone
Die mittlere Zone des Pfeilers zeigt vier Posaunenengel. Diese Gerichtsengel neigen ihre Köpfe in die vier Himmelsrichtungen und verkünden in ebendiese Gottes Urteil. Ihre Instrumente sind allerdings gen Boden gerichtet. Auch die Posaunenengel sind mit Nimbus bekrönt. Hier wurden die Skulpturen wie in der ersten Zone koloriert. Das Instrument des südöstlichen Posaunenengels ist nicht mehr erhalten.

### Obere Zone
Hier befinden sich drei Engelsskulpturen und eine Christusskulptur. Die Engel tragen jeweils ein Leidenswerkzeug (lat. Arma Christi) bei sich, ein Kreuz und einen Nagel, eine Dornenkrone und eine Lanze. Es sind die Folterwerkzeuge, die zum Tod Christi beigetragen haben. Die drei Engel sind stehend dargestellt, die Christusskulptur befindet sich nicht auf der Schauseite des Betrachters – man muss um den Pfeiler herumgehen, um ihn sehen zu können. Christus wird sitzend als thronender Weltenrichter dargestellt. Unter seinem Thron auf einem Sockel sind die Auferstehenden zu erkennen. Sie recken ihre Arme zum Erlöser. Der Erlöser selbst erhebt die linke Hand. Mit dieser Geste zeigt er seine Wundmale. Im Gegensatz zu den Engeln um ihn herum und unter ihm, war diese Skulptur komplett bemalt. Sein Gewand war golden und die Innenseiten karminrot. Sein Thron und das Sitzkissen waren ebenfalls in Farbe gefasst, auch die Auferstehenden unter seinem Thron. Die Wundmale fielen besonders ins Auge, da sie ebenfalls in rot bemalt wurden.

## Ikonographie
Die Darstellung des Jüngsten Gerichts im Straßburger Münster weist eine gesonderte Ikonographie auf. Mit der Ortswahl für den Engelspfeiler trifft der Meister eine mutige, aber nicht anders umsetzbare Entscheidung. Es ist üblich, die Weltgerichtsdarstellung an einem der Westportale anzubringen, da hier der Platz verfügbar war, um die erzählenden Szenen und die Träger des Geschehens hervorzuheben. Im Straßburger Münster war es allerdings nicht möglich, diese Figurengruppen am Portal anzubringen – einerseits aus Platzmangel, andererseits war die Angst vor einem bevorstehenden Weltuntergang in den Hintergrund gerückt. Die figürliche Erzählung des Engelspfeilers legt ihren Fokus auf die Heilsbotschaft und Gottes Gnade durch die Rückkehr des Menschensohns. Sie bezieht sich, wie sehr viele Weltgerichtsdarstellungen ab dem 12. Jahrhundert, auf das Matthäusevangelium.
Bis zum 12. Jahrhundert wurde das Jüngste Gericht mit Angst und Schrecken erwartet und auch betrachtet. Die Furcht vor Gottes endgültigem Urteil war sehr groß. So zeigt sich im Straßburger Münster eine verkürzte, aber auch weniger schreckliche Präsentation des Weltgerichts. Wie bereits erwähnt wurden die erzählenden Szenen, wie beispielsweise die Darstellung der Hölle, die Seelenwägung und die Aufteilung von Seligen und Verdammten weggelassen. Die Darstellung ist auf ein Minimales beschränkt, was einen aristokratischen Charakter erzielt. Zu der damaligen Zeit war es für das Volk wichtig, Darstellungen mit einer bildlichen Lehre an Kirchen sehen zu können, da das Lesen und Schreiben nicht bis in die unteren Bevölkerungsschichten durchgedrungen war.

## Funktion
Weltgerichtsdarstellungen im Allgemeinen sind in fast allen gotischen Kirchen vertreten. Die Angst der Gläubigen vor dem Jüngsten Gericht war in der mittelalterlichen Zeit weit verbreitet und somit ist diese Darstellung aus keiner Kirche wegzudenken. Das Jüngste Gericht in skulpturaler Form dient auch als Ort des bischöflichen Gerichts, welches in diesem Zeitalter weit verbreitet war. Die Priester urteilten über die Sünden der Angeklagten. Ihre Aufgabe bestand darin herauszufinden, wer, was, wo, womit, warum, wie und wann getan hatte. Der Priester richtet, in Gottes Namen, über sündig oder nicht sündig, über verdammt oder selig.
Aus theologischer Sicht sollen die Darstellungen des Jüngsten Gerichts den Betrachter dazu bewegen, seinen irdischen Lebensweg auf christliche Art und Weise zu gestalten. Der, normalerweise, übliche Ort des Portals wurde gewählt, um diese Szenen den Gläubigen immer wieder ins Gedächtnis zu rufen, da sie bei Betreten der Kirche an den Szenen vorbeigehen mussten.
Im Straßburger Münster ist die Darstellung des Jüngsten Gerichts ein besonderes Skulpturenprogramm. Der Engelspfeiler im Südquerhaus muss im Zusammenspiel mit dem Südportal betrachtet werden. Am Südportal befinden sich in den Tympana die Darstellung der Marienkrönung und des Marientodes. Der thronende König Salomo fungiert als Mittelsäule zwischen den beiden Portalen. In den Gewänden rechts und links befinden sich die Statuen Ecclesia und Synagoge. Diese Skulpturengruppen stammen von dem gleichen Meister, der auch die Skulpturen des Engelspfeilers schuf. Ursprünglich waren hier auch die Skulpturen der 12 Apostel angesiedelt, die jeweils bei der Marienkrönung und dem Marientod eine Funktion erfüllen.
Außerdem nehmen sie auch, neben Christus, am Jüngsten Gericht teil und führen die Gläubigen zum Paradiesportal. Salomo verdeutlicht am Südportal Christus als Richter. Dies wird durch seine sitzende Haltung und das Attribut des Schwertes gezeigt. Es befindet sich eine kleine Christusbüste über Salomo, die seine Funktion bestätigt. Außerdem befinden sich Salomo und der Gerichtspfeiler auf einer Achse, was das Zusammenspiel beider unterstreicht. Die Aufnahme von Maria in den Himmel wird oft mit der gläubigen Seele assoziiert, da ihre „Seele vom himmlischen Bräutigam in sein Reich“ getragen wurde. Somit stehen die Tympana am Südportal auch für die Gläubigen, die ebenfalls vom himmlischen Bräutigam in sein Reich aufgenommen werden wollen. Weiterhin spielen die lebenden Gläubigen bei der Gerichtsdarstellung eine große Rolle. Durch das Umschreiten und Betrachten des Gerichtspfeilers stellen sie die Auferstehenden selbst dar, die ja nur minimal am Sockel der Christusskulptur gezeigt werden.
Fasst man all diese Aspekte zusammen, so ist das Skulpturenprogramm im Inneren und Äußeren des Südquerhauses auf die Verbildlichung der Heilsbotschaft angelegt. Daraus lässt sich schließen, dass das Abhalten des Gerichts durch den Priester oder Bischof, die ja als Richter fungierten, im Südquerhaus, eventuell auch vor dem Engelspfeiler stattfand.

## Vergleiche
Wie bereits erwähnt, ist das Weltgericht ein Hauptthema an gotischen Kirchenportalen. Hier seien die Portale von Chartres (Tympanon des mittleren Südportals, um 1210) und Amiens (Hauptportal, zwischen 1220/1230) als wichtigste Beispiele genannt. Diese beiden Portale zeigen die normalerweise übliche Darstellung des Weltgerichts. Sie sind sehr detailliert und aufwändig gegliedert.
Vergleicht man diese, nun doch sehr aufwändig gestalteten Weltgerichtsdarstellungen an den Portalen mit dem Gerichtspfeiler im Straßburger Münster wird sehr deutlich, dass die erzählenden Aspekte, eigentlich von großer Wichtigkeit für das Verständnis, komplett wegfallen. Vom Betrachter wird verlangt, dass er durch die wenigen, aber doch klar identifizierbaren Skulpturen rund um den Pfeiler die Geschichte des Jüngsten Gerichts nachvollziehen kann. Berücksichtigt man allerdings die Tatsache, dass die große Angst vor dem Jüngsten Tag zurückgegangen ist und die Skulpturen des Gerichtspfeilers das Heil und die Gnade Gottes vermitteln sollen, so ist es sinnvoll, die erzählenden und teilweise Angst einflößenden Teile wegzulassen.
Für die Ikonographie des Engelspfeilers gibt es bis jetzt noch keine eindeutigen Vorbilder. Allerdings gibt es ähnliche Konzeptionen eines Pfeilers, der mit einzelnen Skulpturen oder einem Skulpturenprogramm ummantelt ist. Hier sei der Pfeiler mit allegorischen Figuren genannt, der auf ca. 1170/1180 datiert wird und sich im Glencairn Museum befindet. Eine ähnliche Umsetzung gibt es auch im Kreuzgang von Notre-Dame-en-Vaux in Châlons-en-Champagne, ebenfalls auf den ähnlichen Zeitraum datiert.
Neben diesen beiden Beispielen gibt es noch das Kreuzreliquiar von St. Matthias in Trier, das der Anordnung der Figuren ähnelt. Es finden sich noch weitere Beispiele, bei denen eine Parallele zum Engelspfeiler gezogen werden kann. Allerdings findet das nur bei einzelnen Punkten statt. So kann man eine Parallele von der Basler Galluspforte (12. Jahrhundert) zu der Darstellung der Evangelisten in Straßburg ziehen. Hier befinden sich fast lebensgroße Relieffiguren in seinen Gewänden wieder, was sonst sehr selten vorkommt. Eine reduzierte Darstellung des Jüngsten Gerichts findet sich beispielsweise am Ingeborg-Psalter wieder, wobei hier die Evangelisten fehlen.